# Avey Tare
David Portner, född 24 april 1979, är en musiker känd under artistnamnet Avey Tare. Han är en av medlemmarna i musikkollektivet Animal Collective.
Han har medverkat på alla Animal Collective-utgivningar och har släppt ett soloalbum. Utöver det har han släppt tre studioalbum med Terrestrial Tones och albumet Pullhair Rubeye med sin före detta fru, Kría Brekkan.

## Diskografi

### Som soloartist
- Crumbling Land (2003) - Split med David Grubbs
- Down There (2010) - Paw Tracks
- Enter the Slasher House som Avey Tare's Slasher Flicks (2014) - Domino Records
- Cows on Hourglass Pond (2019)
- 7s (2023)

### Med Animal Collective
- Spirit They're Gone, Spirit They've Vanished (2000) - Animal
- Danse Manatee (2001) - Catsup Plate
- Hollinndagain (2002, 2006) - St. Ives, Paw Tracks
- Campfire Songs (2003) - Catsup Plate
- Here Comes the Indian (2003) - Paw Tracks
- Sung Tongs (2004) - FatCat Records
- Feels (2005) - FatCat
- Strawberry Jam (2007) - Domino Records
- Merriweather Post Pavilion (2009) - Domino Records
- Centipede Hz (2012) - Domino Records
- Painting With (2016) - Domino Records
- Time Skiffs (2022) - Domino Records
- Isn't It Now? (2023) - Domino Records

### Med Terrestrial Tones
- Blasted (2005) - Psych-o-Path records
- Oboroed/Circus Lives (2005) - UUAR
- Dead Drunk (2006) -Paw Tracks

### Med Kría Brekkan
- Pullhair Rubeye (2007) - Paw Tracks